# Fitz James O'Brien
Fitz James O'Brien (n. 1828, Cork, Irlanda – d. 6 aprilie 1862, Cumberland, Maryland, SUA) a fost un scriitor irlandez.

## Biografie
De origine irlandeză, Fitz James O'Brien se stabilește la New York în 1852, reușind să se facă repede cunoscut în cercurile literare și teatrale.
Numit "un Poe în miniatură" și "un scriitor proeminent de povestiri supranaturale al timpului său", Fitz-James O'Brien este cel mai bine reținut pentru trei povestiri antologice recunoscute pe scară largă ca fiind la granița cu științifico-fantasticul precum și pentru poemul său supranatural.
Piesa A Gentleman from Ireland s-a jucat cu mult succes vreme de câteva stagiuni. S-a înrolat de timpuriu în Războiul Civil, de partea nordiștilor, murind în urma rănilor suferite în luptă.
Povestirile sale dovedesc o fantezie vie, originală, în interes personal pentru speculațiile științifice, dar și pentru supranatural, un stil rafinat. Cele mai cunoscute sunt "The Lost Room" (Camera dispărută); "Făcătorul de minuni", în care o legiune de soldăției de plumb sunt însuflețiți cu scopul de a ucide copii adunați la sărbătorile de iarnă. O altă povestire cunoscută este Himera, în care eroii obțin mulajul unui animal fantastic și periculos, dar, în spiritul fantasticului realist pe care autorul îl practică, propune două explicații verosimile: una este o extrapolare a teoriei refracției, încurajând ipoteza existenței obiectelor și ființelor invizibile, cealaltă, eventualitatea ca toată întâmplarea să nu fie decât un vis al eroului, aflat sub influența drogurilor.
Lentila de diamant (1858) figurează în mai toate antologiile de proză scurtă americană. Un microscopist descoperă într-o picătură de apă o făptură încântătoare, dar explorarea altor coridoare ale materiei îl pune în conflict cu lumea acesteia. Viziunea universurilor paralele, tragic separate, speculațiile în jurul eticii și legitimității științei îi apropie cel mai mult autorului eticheta propusă de unii exegeți: autor de anticipație.

## Opera

### Serii
- Povesti supranaturale (The Supernatural Tales of Fitz-James O'Brien)
  - 1. Macabre Tales (1988)
  - 2. Dream Stories and Fantasies (1988)

### Colecții
- The Poems and Stories of Fitz-James O'Brien (poems) (1881)
  - What Was It?: And Other Stories (1889)
  - Collected Stories (1925)
  - The Diamond Lens: And Other Strange Tales (1932)
  - Fantastic Tales (1977)

### Alte scrieri
- The Wondersmith (2004)

### Scrieri non ficțiune
- Selected Literary Journalism, 1852 1860 (2003)

### Antologii care cuprind scurte povestiri
- Great Ghost Stories (1918)
- American Ghost Stories (1928)
- The Arrow Book of Horror Stories (1961)
- The Masque of the Red Death: And Other Tales of Horror (1964)
- Where Nightmares Are (1966)
- Terror by Gaslight (1975)
- Gaslight Tales of Terror (1976)
- More Tales of Unknown Horror (1979)
- Masterpieces of Terror and the Unknown (1992)
- Nursery Crimes (1993)
- The Mammoth Book of Victorian and Edwardian Ghost Stories (1995)
- 100 Tiny Tales of Terror (1996)

### Povestiri
- Un coșmar arab (An Arabian Nightmare) (1851)
- The Bohemian (1855)
- Ochiul păianjenului (The Spider's Eye) (1856)
- A Terrible Night (1856)
- The Lost Room (1858)
- What Was It? (1859)
- The Wondersmith (1859)
- The Child That Loved a Grave (1861)